# 尼古拉·克拉夫琴科
尼古拉·谢尔盖耶维奇·克拉夫琴科（羅馬化：Mykola Serhiiovych Kravchenko；1983年5月20日—2022年3月14日），烏克蘭公衆人物、政治家。他是右翼組織亞速營的首席理論家，也是烏克蘭愛國者的聯合創始人之一。他還擔任過國家軍團的副黨首。
克拉夫琴科是一位俄烏戰爭的老兵，2022年3月14日，他在俄羅斯入侵烏克蘭期間陣亡于基辅。
他也是烏克蘭語維基百科的用戶，賬戶名為Микола Кравченко。

## 文學作品
- Michael Colborne. . BoD – Books on Demand. 12 January 2022  [2022-03-20]. ISBN 978-3-8382-1508-2. （原始内容存档于2022-04-30）.